# Derhanivka, Rujîn
Derhanivka (în ucraineană Дерганівка) este localitatea de reședință a comunei Derhanivka din raionul Rujîn, regiunea Jîtomîr, Ucraina.

## Demografie
Componența lingvistică a localității Derhanivka
     Ucraineană (99,37%)
     Alte limbi (0,63%)
Conform recensământului din 2001, majoritatea populației localității Derhanivka era vorbitoare de ucraineană (99,37%), existând în minoritate și vorbitori de alte limbi.